# Scrophularia occidentalis
Scrophularia occidentalis là một loài thực vật có hoa trong họ Huyền sâm. Loài này được (Rydb.) E.P. Bicknell miêu tả khoa học đầu tiên năm 1896.